# 三原郡
- 令制国一覧 > 南海道 > 淡路国 > 三原郡
- 日本 > 近畿地方 > 兵庫県 > 三原郡

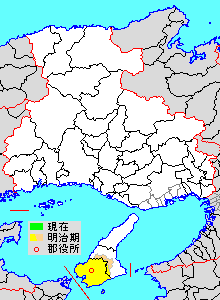
兵庫県三原郡の範囲（薄黄：後に他郡に編入された区域）

三原郡（みはらぐん）は、兵庫県（淡路国）にあった郡。

## 郡域
1879年（明治12年）に行政区画として発足した当時の郡域は、下記の区域にあたる。
- 南あわじ市の全域
- 洲本市の一部（下内膳、奥畑、上内膳、桑間、下加茂、上加茂、大野、金屋、宇原、池田、前平、木戸、納、五色町上堺、五色町下堺）

## 歴史

### 古代

#### 式内社
『延喜式』神名帳に記される郡内の式内社。
| 神名帳                     | 神名帳                  | 神名帳 | 神名帳 | 比定社         | 比定社                     | 比定社     | 集成 |
| 社名                       | 読み                    | 格     | 付記   | 社名           | 所在地                     | 備考       | 集成 |
| -------------------------- | ----------------------- | ------ | ------ | -------------- | -------------------------- | ---------- | ---- |
| 三原郡 4座（大1座・小3座） |                         |        |        |                |                            |            |      |
| 笶原神社                   | ヤハラノ                | 小     |        | 笶原神社       | 兵庫県南あわじ市八木徳野   |            |      |
| 湊口神社                   | ミナクチノ ミナトクチノ | 小     |        | 湊口神社       | 兵庫県南あわじ市湊里       |            |      |
| 大和大国魂神社             | -クニタマノ             | 名神大 |        | 大和大国魂神社 | 兵庫県南あわじ市榎列上幡多 | 淡路国二宮 |      |
| 久度神社                   | クトノ                  | 小     |        | 久度神社       | 兵庫県南あわじ市神代国衙   |            |      |
| 凡例を表示                 |                         |        |        |                |                            |            |      |

### 近世
- 明治初年時点では全域が阿波徳島藩領であった。「旧高旧領取調帳」に記載されている明治初年時点に存在した村は以下の通り[1]。（125村7浦）

上八木村、馬廻村、国衙村、立川瀬村、流川原村、浦壁村、野原村、庄田村、高村、長田村、土井村、慶野村、安住寺村、上堺村、下堺村、委文中村、神道村、筒井村、上本庄村、塩屋村、吹上村、阿万西村、阿万東村、伊賀野村、油谷村、仁頃村、山本村、吉野村、惣川村、白崎村、来川村、土生村、円実村、払川村、城方村、沼島浦、中筋村、鮎屋村、広田宮村、掃守村、上八太村、入田村、徳野村、下八太村、松田村、脇田村、櫟田村、湊里村、志知北村、片田南村、片田北村、佐礼尾村、中島村、松本村、鑪村、西山中村、難波村、口河内村、奥河内村、西路浦、志知川浦、高屋村、塩浜村、江尻浦、北方村、古津路村、津井村、宿村、下内膳村、奥畑村、納村、山添村、金屋村、大野村、宇原村、桑間村、下加茂村、上加茂村、小榎並村、大榎並村、西川村、国分村、中八木村、鳥井村、大久保村、寺内村、社家村、善光寺村、十一ヶ所村、新村、徳長村、鍛冶屋村、加集中村、福井村、西山北村、野田村、地頭方村、円行寺村、牛内村、市村、三条村、伊加利村、飯山寺村、阿那賀浦、八幡村、戒旦寺村、福良浦、小井村、池田村、西山南村、上内膳村、富田村、新庄村、黒道村、立石村、青木村、徳原村、前平村、新田南村、新田中村、地野村、内ヶ原村、長原村、生子村、新田北村、喜来村、木戸村、木戸池ノ内村、宝明寺村、湊浦、下本庄村、木戸新村

### 近現代

#### 町村制以前
- 明治3年9月17日（1870年10月11日） - 庚午事変の処分により、稲田家が日高国新冠郡・静内郡・根室国花咲郡の一部（後の色丹郡）に移転。
- 明治4年
  - 7月14日（1871年8月29日） - 廃藩置県により徳島県の管轄となる。
  - 11月15日（1871年12月26日） - 第1次府県統合により名東県の管轄となる。
- 明治9年（1876年）8月21日 - 第2次府県統合により兵庫県の管轄となる。
- 明治10年（1877年） - 下記の村浦の統合が行われる。（49村3浦）

| - 養宜村 ← 上八木村、入田村、中八木村 - 天野村 ← 馬廻村、大久保村、寺内村 - 倭文村 ← 流川原村、委文中村 - 上田村 ← 浦壁村、社家村 - 笶原村 ← 野原村、徳野村、国分村、鳥井村、新庄村、立石村 - 高道村 ← 高村、神道村 - 笥飯野村 ← 慶野村、檪田村、古津路村、宿村、宝明寺村 - 堺村 ← 上堺村、下堺村 - 本庄村 ← 上本庄村、下本庄村 - 阿万浦村 ← 塩屋村、吹上村 - 阿万村 ← 阿万西村、阿万東村 - 稲田村 ← 伊賀野村、新田南村 - 下灘村 ← 油谷村、山本村、土生村、円実村、払川村、城方村 - 潮崎村 ← 仁頃村、地野村 - 宇野村 ← 白崎村、来川村 - 広田村 ← 中筋村［一部］、広田宮村［一部］ - 中条村 ← 中筋村［一部］、広田宮村［一部］、鮎屋村、徳原村 | - 幡多村 ← 上八太村、下八太村 - 高田村 ← 脇田村、高屋村、戒旦寺村 - 湊村 ← 湊里村、湊浦 - 志知村 ← 志知北村、佐礼尾村、松本村、鑪村 - 片田村 ← 片田南村、片田北村 - 高島村 ← 中島村、難波村 - 河内村 ← 口河内村、奥河内村、飯山寺村 - 七江村 ← 西路浦［本村］、志知川浦［本村］ - 瑞井村 ← 塩浜村、江尻浦、北方村 - 内膳村 ← 下内膳村、奥畑村、上内膳村 - 加茂村 ← 桑間村、下加茂村、上加茂村 - 榎列村 ← 小榎並村、大榎並村、西川村 - 賀集村 ← 鍛冶屋村、賀集中村 - 神稲村 ← 地頭方村、富田村、黒道村、喜来村 - 城戸村 ← 池田村、前平村、木戸村、木戸池ノ内村、木戸新村 - 新田村 ← 新田中村、新田北村 |

- 立川瀬村・西山中村・西山北村・西山南村が八幡村に、土井村・安住寺村が庄田村に、惣川村が吉野村に、松田村が掃守村に、西路浦の一部［西路山］・志知川浦の一部［志知川山］が阿那賀浦に、金屋村・宇原村が大野村に、善光寺村・円行寺村・小井村・青木村が市村に、新村・徳長村が十一ヶ所村に、野田村・牛内村・内ヶ原村・長原村・生子村が福井村にそれぞれ合併。

- 明治12年（1879年）1月8日 - 郡区町村編制法の兵庫県での施行により、行政区画としての三原郡が発足。「津名三原郡役所」が津名郡洲本城下に設置され、同郡とともに管轄。

#### 町村制以降

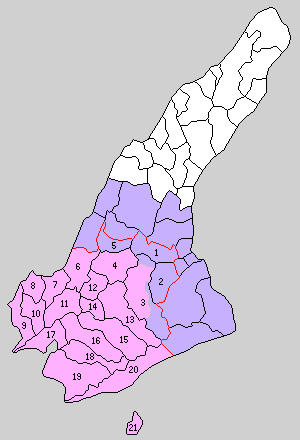
1.加茂村 2.大野村 3.広田村 4.倭文村 5.堺村 6.松帆村 7.湊村 8.津井村 9.阿那賀村 10.伊加利村 11.志知村 12.榎列村 13.八木村 14.市村 15.神代村 16.賀集村 17.福良町 18.北阿万村 19.阿万村 20.灘村 21.沼島村（紫：洲本市 桃：南あわじ市）

- 明治22年（1889年）4月1日 - 町村制の施行により、以下の町村が発足。特記以外は全域が現・南あわじ市。（1町20村）
  - 加茂村 ← 内膳村、加茂村（現・洲本市）
  - 大野村 ← 大野村、城戸村（現・洲本市）
  - 広田村 ← 広田村、山添村（現・南あわじ市）、中条村（現・南あわじ市、洲本市）、納村（現・洲本市）
  - 倭文村 ← 庄田村、長田村、高道村、倭文村
  - 堺村（単独村制。現・洲本市）
  - 松帆村 ← 瑞井村、笥飯野村、高田村、七江村
  - 湊村、津井村（それぞれ単独村制）
  - 阿那賀村（阿那賀浦が単独村制）
  - 伊加利村（単独村制）
  - 志知村 ← 志知村、片田村、高島村、河内村
  - 榎列村 ← 榎列村、幡多村、掃守村
  - 八木村 ← 笶原村、天野村、養宜村
  - 市村 ← 市村、三条村、十一ヶ所村
  - 神代村 ← 神稲村、上田村、国衙村
  - 賀集村 ← 賀集村、福井村、八幡村
  - 福良町（福良浦が単独町制）
  - 北阿万村 ← 稲田村、新田村、筒井村
  - 阿万村 ← 本庄村、阿万浦、阿万村
  - 灘村 ← 下灘村、潮崎村、吉野村、宇野村
  - 沼島村（沼島浦が単独村制）
- 明治29年（1896年）7月1日 - 郡制を施行。郡役所が市村に設置。
- 大正12年（1923年）4月1日 - 郡会が廃止。郡役所は存続。
- 大正15年（1926年）7月1日 - 郡役所が廃止。以降は地域区分名称となる。
- 昭和2年（1927年）9月1日 - 湊村が町制施行して湊町となる。（2町19村）
- 昭和8年（1933年）4月1日 - 加茂村・大野村が津名郡洲本町に編入。（2町17村）
- 昭和9年（1934年）4月1日 - 阿万村が町制施行して阿万町となる。（3町16村）
- 昭和10年（1935年）時点での当郡の面積は247.09平方km、人口は63,234人（男31,761人・女31,473人）[3]。
- 昭和30年（1955年）
  - 4月3日 - 榎列村・八木村・市村・神代村が合併して三原町が発足。（4町12村）
  - 4月7日 - 賀集村・北阿万村・阿万町・灘村が合併して南淡町が発足。（4町9村）
  - 4月29日 - 南淡町・福良町・沼島村が合併し、改めて南淡町が発足。（3町8村）
- 昭和31年（1956年）9月30日 - 堺村が津名郡都志町・鮎原村・広石村・鳥飼村と合併して津名郡五色町が発足。（3町7村）
- 昭和32年（1957年）
  - 6月1日 - 倭文村の一部（倭文委文組・倭文流組・高道高組）が三原町に編入。
  - 7月1日 - 松帆村・湊町・津井村・阿那賀村・伊加利村・志知村が合併して西淡町が発足。（3町2村）
  - 7月5日 - 広田村の一部（納組・中条鮎屋組）が洲本市に編入。
  - 7月10日 - 広田村・倭文村が合併して緑村が発足。（3町1村）
  - 10月1日 - 西淡町の一部（志知佐礼尾・志知松本・志知難波・志知中島）が三原町に編入。
- 昭和35年（1960年）4月1日 - 緑村が町制施行して緑町となる。（4町）
- 平成17年（2005年）1月11日 - 緑町・西淡町・三原町・南淡町が合併して南あわじ市が発足。同日三原郡消滅。

#### 変遷表
| 明治22年以前 | 明治22年4月1日 | 明治22年 - 昭和9年                | 昭和10年 - 昭和19年         | 昭和20年 - 昭和34年                | 昭和20年 - 昭和34年                                               | 昭和20年 - 昭和34年                                               | 昭和35年 - 昭和64年      | 平成元年 - 現在              | 現在       |
| ------------ | -------------- | --------------------------------- | --------------------------- | ---------------------------------- | ----------------------------------------------------------------- | ----------------------------------------------------------------- | ------------------------ | ---------------------------- | ---------- |
| 福良浦       | 福良町         | 福良町                            | 福良町                      | 福良町                             | 昭和30年4月29日 南淡町                                            | 昭和30年4月29日 南淡町                                            | 南淡町                   | 平成17年1月11日 南あわじ市   | 南あわじ市 |
| 沼島浦       | 沼島村         | 沼島村                            | 沼島村                      | 沼島村                             | 昭和30年4月29日 南淡町                                            | 昭和30年4月29日 南淡町                                            | 南淡町                   | 平成17年1月11日 南あわじ市   | 南あわじ市 |
| 阿万村       | 阿万村         | 昭和9年4月1日 町制                | 阿万町                      | 昭和30年4月7日 南淡町              | 昭和30年4月29日 南淡町                                            | 昭和30年4月29日 南淡町                                            | 南淡町                   | 平成17年1月11日 南あわじ市   | 南あわじ市 |
| 阿万浦       | 阿万村         | 昭和9年4月1日 町制                | 阿万町                      | 昭和30年4月7日 南淡町              | 昭和30年4月29日 南淡町                                            | 昭和30年4月29日 南淡町                                            | 南淡町                   | 平成17年1月11日 南あわじ市   | 南あわじ市 |
| 本庄村       | 阿万村         | 昭和9年4月1日 町制                | 阿万町                      | 昭和30年4月7日 南淡町              | 昭和30年4月29日 南淡町                                            | 昭和30年4月29日 南淡町                                            | 南淡町                   | 平成17年1月11日 南あわじ市   | 南あわじ市 |
| 新田村       | 北阿万村       | 北阿万村                          | 北阿万村                    | 昭和30年4月7日 南淡町              | 昭和30年4月29日 南淡町                                            | 昭和30年4月29日 南淡町                                            | 南淡町                   | 平成17年1月11日 南あわじ市   | 南あわじ市 |
| 稲田村       | 北阿万村       | 北阿万村                          | 北阿万村                    | 昭和30年4月7日 南淡町              | 昭和30年4月29日 南淡町                                            | 昭和30年4月29日 南淡町                                            | 南淡町                   | 平成17年1月11日 南あわじ市   | 南あわじ市 |
| 筒井村       | 北阿万村       | 北阿万村                          | 北阿万村                    | 昭和30年4月7日 南淡町              | 昭和30年4月29日 南淡町                                            | 昭和30年4月29日 南淡町                                            | 南淡町                   | 平成17年1月11日 南あわじ市   | 南あわじ市 |
| 賀集村       | 賀集村         | 賀集村                            | 賀集村                      | 昭和30年4月7日 南淡町              | 昭和30年4月29日 南淡町                                            | 昭和30年4月29日 南淡町                                            | 南淡町                   | 平成17年1月11日 南あわじ市   | 南あわじ市 |
| 福井村       | 賀集村         | 賀集村                            | 賀集村                      | 昭和30年4月7日 南淡町              | 昭和30年4月29日 南淡町                                            | 昭和30年4月29日 南淡町                                            | 南淡町                   | 平成17年1月11日 南あわじ市   | 南あわじ市 |
| 八幡村       | 賀集村         | 賀集村                            | 賀集村                      | 昭和30年4月7日 南淡町              | 昭和30年4月29日 南淡町                                            | 昭和30年4月29日 南淡町                                            | 南淡町                   | 平成17年1月11日 南あわじ市   | 南あわじ市 |
| 下灘村       | 灘村           | 灘村                              | 灘村                        | 昭和30年4月7日 南淡町              | 昭和30年4月29日 南淡町                                            | 昭和30年4月29日 南淡町                                            | 南淡町                   | 平成17年1月11日 南あわじ市   | 南あわじ市 |
| 潮崎村       | 灘村           | 灘村                              | 灘村                        | 昭和30年4月7日 南淡町              | 昭和30年4月29日 南淡町                                            | 昭和30年4月29日 南淡町                                            | 南淡町                   | 平成17年1月11日 南あわじ市   | 南あわじ市 |
| 吉野村       | 灘村           | 灘村                              | 灘村                        | 昭和30年4月7日 南淡町              | 昭和30年4月29日 南淡町                                            | 昭和30年4月29日 南淡町                                            | 南淡町                   | 平成17年1月11日 南あわじ市   | 南あわじ市 |
| 宇野村       | 灘村           | 灘村                              | 灘村                        | 昭和30年4月7日 南淡町              | 昭和30年4月29日 南淡町                                            | 昭和30年4月29日 南淡町                                            | 南淡町                   | 平成17年1月11日 南あわじ市   | 南あわじ市 |
| 湊村         | 湊村           | 昭和2年9月1日 町制                | 湊町                        | 湊町                               | 昭和32年7月1日 西淡町                                             | 昭和32年7月1日 西淡町                                             | 西淡町                   | 平成17年1月11日 南あわじ市   | 南あわじ市 |
| 阿那賀村     | 阿那賀村       | 阿那賀村                          | 阿那賀村                    | 阿那賀村                           | 昭和32年7月1日 西淡町                                             | 昭和32年7月1日 西淡町                                             | 西淡町                   | 平成17年1月11日 南あわじ市   | 南あわじ市 |
| 瑞井村       | 松帆村         | 松帆村                            | 松帆村                      | 松帆村                             | 昭和32年7月1日 西淡町                                             | 昭和32年7月1日 西淡町                                             | 西淡町                   | 平成17年1月11日 南あわじ市   | 南あわじ市 |
| 笥飯野村     | 松帆村         | 松帆村                            | 松帆村                      | 松帆村                             | 昭和32年7月1日 西淡町                                             | 昭和32年7月1日 西淡町                                             | 西淡町                   | 平成17年1月11日 南あわじ市   | 南あわじ市 |
| 高田村       | 松帆村         | 松帆村                            | 松帆村                      | 松帆村                             | 昭和32年7月1日 西淡町                                             | 昭和32年7月1日 西淡町                                             | 西淡町                   | 平成17年1月11日 南あわじ市   | 南あわじ市 |
| 七江村       | 松帆村         | 松帆村                            | 松帆村                      | 松帆村                             | 昭和32年7月1日 西淡町                                             | 昭和32年7月1日 西淡町                                             | 西淡町                   | 平成17年1月11日 南あわじ市   | 南あわじ市 |
| 津井村       | 津井村         | 津井村                            | 津井村                      | 津井村                             | 昭和32年7月1日 西淡町                                             | 昭和32年7月1日 西淡町                                             | 西淡町                   | 平成17年1月11日 南あわじ市   | 南あわじ市 |
| 伊加利村     | 伊加利村       | 伊加利村                          | 伊加利村                    | 伊加利村                           | 昭和32年7月1日 西淡町                                             | 昭和32年7月1日 西淡町                                             | 西淡町                   | 平成17年1月11日 南あわじ市   | 南あわじ市 |
| 片田村       | 志知村         | 志知村                            | 志知村                      | 志知村                             | 昭和32年7月1日 西淡町                                             | 昭和32年7月1日 西淡町                                             | 西淡町                   | 平成17年1月11日 南あわじ市   | 南あわじ市 |
| 河内村       | 志知村         | 志知村                            | 志知村                      | 志知村                             | 昭和32年7月1日 西淡町                                             | 昭和32年7月1日 西淡町                                             | 西淡町                   | 平成17年1月11日 南あわじ市   | 南あわじ市 |
| 志知村       | 志知村         | 志知村                            | 志知村                      | 志知村                             | 昭和32年7月1日 西淡町                                             | 昭和32年7月1日 西淡町                                             | 西淡町                   | 平成17年1月11日 南あわじ市   | 南あわじ市 |
| 高島村       | 志知村         | 志知村                            | 志知村                      | 志知村                             | 昭和32年7月1日 境界変更 三原町 昭和32年10月1日 西淡町の一部を編入 | 昭和32年7月1日 境界変更 三原町 昭和32年10月1日 西淡町の一部を編入 | 三原町                   | 平成17年1月11日 南あわじ市   | 南あわじ市 |
| 市村         | 市村           | 市村                              | 市村                        | 昭和30年4月3日 三原町              | 昭和32年7月1日 境界変更 三原町 昭和32年10月1日 西淡町の一部を編入 | 昭和32年7月1日 境界変更 三原町 昭和32年10月1日 西淡町の一部を編入 | 三原町                   | 平成17年1月11日 南あわじ市   | 南あわじ市 |
| 三条村       | 市村           | 市村                              | 市村                        | 昭和30年4月3日 三原町              | 昭和32年7月1日 境界変更 三原町 昭和32年10月1日 西淡町の一部を編入 | 昭和32年7月1日 境界変更 三原町 昭和32年10月1日 西淡町の一部を編入 | 三原町                   | 平成17年1月11日 南あわじ市   | 南あわじ市 |
| 十一ヶ所村   | 市村           | 市村                              | 市村                        | 昭和30年4月3日 三原町              | 昭和32年7月1日 境界変更 三原町 昭和32年10月1日 西淡町の一部を編入 | 昭和32年7月1日 境界変更 三原町 昭和32年10月1日 西淡町の一部を編入 | 三原町                   | 平成17年1月11日 南あわじ市   | 南あわじ市 |
| 養宜村       | 八木村         | 八木村                            | 八木村                      | 昭和30年4月3日 三原町              | 昭和32年7月1日 境界変更 三原町 昭和32年10月1日 西淡町の一部を編入 | 昭和32年7月1日 境界変更 三原町 昭和32年10月1日 西淡町の一部を編入 | 三原町                   | 平成17年1月11日 南あわじ市   | 南あわじ市 |
| 天野村       | 八木村         | 八木村                            | 八木村                      | 昭和30年4月3日 三原町              | 昭和32年7月1日 境界変更 三原町 昭和32年10月1日 西淡町の一部を編入 | 昭和32年7月1日 境界変更 三原町 昭和32年10月1日 西淡町の一部を編入 | 三原町                   | 平成17年1月11日 南あわじ市   | 南あわじ市 |
| 笶原村       | 八木村         | 八木村                            | 八木村                      | 昭和30年4月3日 三原町              | 昭和32年7月1日 境界変更 三原町 昭和32年10月1日 西淡町の一部を編入 | 昭和32年7月1日 境界変更 三原町 昭和32年10月1日 西淡町の一部を編入 | 三原町                   | 平成17年1月11日 南あわじ市   | 南あわじ市 |
| 榎列村       | 榎列村         | 榎列村                            | 榎列村                      | 昭和30年4月3日 三原町              | 昭和32年7月1日 境界変更 三原町 昭和32年10月1日 西淡町の一部を編入 | 昭和32年7月1日 境界変更 三原町 昭和32年10月1日 西淡町の一部を編入 | 三原町                   | 平成17年1月11日 南あわじ市   | 南あわじ市 |
| 幡多村       | 榎列村         | 榎列村                            | 榎列村                      | 昭和30年4月3日 三原町              | 昭和32年7月1日 境界変更 三原町 昭和32年10月1日 西淡町の一部を編入 | 昭和32年7月1日 境界変更 三原町 昭和32年10月1日 西淡町の一部を編入 | 三原町                   | 平成17年1月11日 南あわじ市   | 南あわじ市 |
| 掃守村       | 榎列村         | 榎列村                            | 榎列村                      | 昭和30年4月3日 三原町              | 昭和32年7月1日 境界変更 三原町 昭和32年10月1日 西淡町の一部を編入 | 昭和32年7月1日 境界変更 三原町 昭和32年10月1日 西淡町の一部を編入 | 三原町                   | 平成17年1月11日 南あわじ市   | 南あわじ市 |
| 神稲村       | 神代村         | 神代村                            | 神代村                      | 昭和30年4月3日 三原町              | 昭和32年7月1日 境界変更 三原町 昭和32年10月1日 西淡町の一部を編入 | 昭和32年7月1日 境界変更 三原町 昭和32年10月1日 西淡町の一部を編入 | 三原町                   | 平成17年1月11日 南あわじ市   | 南あわじ市 |
| 上田村       | 神代村         | 神代村                            | 神代村                      | 昭和30年4月3日 三原町              | 昭和32年7月1日 境界変更 三原町 昭和32年10月1日 西淡町の一部を編入 | 昭和32年7月1日 境界変更 三原町 昭和32年10月1日 西淡町の一部を編入 | 三原町                   | 平成17年1月11日 南あわじ市   | 南あわじ市 |
| 国衙村       | 神代村         | 神代村                            | 神代村                      | 昭和30年4月3日 三原町              | 昭和32年7月1日 境界変更 三原町 昭和32年10月1日 西淡町の一部を編入 | 昭和32年7月1日 境界変更 三原町 昭和32年10月1日 西淡町の一部を編入 | 三原町                   | 平成17年1月11日 南あわじ市   | 南あわじ市 |
| 高道村       | 倭文村         | 倭文村                            | 倭文村                      | 倭文村                             | 昭和32年7月1日 境界変更 三原町 昭和32年10月1日 西淡町の一部を編入 | 昭和32年7月1日 境界変更 三原町 昭和32年10月1日 西淡町の一部を編入 | 三原町                   | 平成17年1月11日 南あわじ市   | 南あわじ市 |
| 倭文村       | 倭文村         | 倭文村                            | 倭文村                      | 倭文村                             | 昭和32年7月1日 境界変更 三原町 昭和32年10月1日 西淡町の一部を編入 | 昭和32年7月1日 境界変更 三原町 昭和32年10月1日 西淡町の一部を編入 | 三原町                   | 平成17年1月11日 南あわじ市   | 南あわじ市 |
| 庄田村       | 倭文村         | 倭文村                            | 倭文村                      | 倭文村                             | 昭和32年7月1日 境界変更                                           | 昭和32年7月10日 緑村                                              | 昭和35年4月1日 町制 緑町 | 平成17年1月11日 南あわじ市   | 南あわじ市 |
| 長田村       | 倭文村         | 倭文村                            | 倭文村                      | 倭文村                             | 昭和32年7月1日 境界変更                                           | 昭和32年7月10日 緑村                                              | 昭和35年4月1日 町制 緑町 | 平成17年1月11日 南あわじ市   | 南あわじ市 |
| 広田村       | 広田村         | 広田村                            | 広田村                      | 広田村                             | 広田村                                                            | 昭和32年7月10日 緑村                                              | 昭和35年4月1日 町制 緑町 | 平成17年1月11日 南あわじ市   | 南あわじ市 |
| 山添村       | 広田村         | 広田村                            | 広田村                      | 広田村                             | 広田村                                                            | 昭和32年7月10日 緑村                                              | 昭和35年4月1日 町制 緑町 | 平成17年1月11日 南あわじ市   | 南あわじ市 |
| 中条村       | 広田村         | 広田村                            | 広田村                      | 広田村                             | 広田村                                                            | 昭和32年7月10日 緑村                                              | 昭和35年4月1日 町制 緑町 | 平成17年1月11日 南あわじ市   | 南あわじ市 |
| （鮎屋）     | 広田村         | 広田村                            | 広田村                      | 広田村                             | 昭和32年7月5日 境界変更 洲本市                                    | 昭和32年7月5日 境界変更 洲本市                                    | 洲本市                   | 平成18年2月11日 洲本市の一部 | 洲本市     |
| 納村         | 広田村         | 広田村                            | 広田村                      | 広田村                             | 昭和32年7月5日 境界変更 洲本市                                    | 昭和32年7月5日 境界変更 洲本市                                    | 洲本市                   | 平成18年2月11日 洲本市の一部 | 洲本市     |
| 加茂村       | 加茂村         | 昭和8年4月1日 津名郡洲本町 に編入 | 昭和15年2月11日 市制 洲本市 | 洲本市                             | 洲本市                                                            | 洲本市                                                            | 洲本市                   | 平成18年2月11日 洲本市の一部 | 洲本市     |
| 内膳村       | 加茂村         | 昭和8年4月1日 津名郡洲本町 に編入 | 昭和15年2月11日 市制 洲本市 | 洲本市                             | 洲本市                                                            | 洲本市                                                            | 洲本市                   | 平成18年2月11日 洲本市の一部 | 洲本市     |
| 大野村       | 大野村         | 昭和8年4月1日 津名郡洲本町 に編入 | 昭和15年2月11日 市制 洲本市 | 洲本市                             | 洲本市                                                            | 洲本市                                                            | 洲本市                   | 平成18年2月11日 洲本市の一部 | 洲本市     |
| 城戸村       | 大野村         | 昭和8年4月1日 津名郡洲本町 に編入 | 昭和15年2月11日 市制 洲本市 | 洲本市                             | 洲本市                                                            | 洲本市                                                            | 洲本市                   | 平成18年2月11日 洲本市の一部 | 洲本市     |
| 堺村         | 堺村           | 堺村                              | 堺村                        | 昭和31年9月30日 津名郡五色町の一部 | 昭和31年9月30日 津名郡五色町の一部                                | 昭和31年9月30日 津名郡五色町の一部                                | 津名郡五色町             | 平成18年2月11日 洲本市の一部 | 洲本市     |

## 行政
| 代 | 氏名       | 就任                       | 退任                       | 前職             | 後職               | 備考                 |
| -- | ---------- | -------------------------- | -------------------------- | ---------------- | ------------------ | -------------------- |
| 1  | 賀集寅次郎 | 1879年（明治12年）1月18日  | 1880年（明治13年）6月6日   |                  |                    | 兼津名郡長           |
| 2  | 倉本雄三   | 1880年（明治13年）6月7日   | 1882年（明治15年）8月22日  |                  |                    | 兼津名郡長           |
| 3  | 藤江章夫   | 1882年（明治15年）8月23日  | 1887年（明治20年）5月21日  |                  | 揖西郡長兼揖東郡長 |                      |
| 4  | 賀集寅次郎 | 1887年（明治20年）5月21日  | 1890年（明治23年）5月29日  | 非職兵庫県収税長 | 依願免本官         |                      |
| 5  | 鈴木三郎   | 1890年（明治23年）5月29日  | 1890年（明治23年）9月26日  | 津名郡長         | 免兼官             | 兼津名郡長           |
| 6  | 上石保直   | 1890年（明治23年）9月26日  | 1891年（明治24年）8月14日  | 兵庫県警部       | 城崎美含郡長       |                      |
| 7  | 松田義一   | 1891年（明治24年）8月14日  | 1894年（明治27年）3月26日  | 兵庫県警部       | 非職               |                      |
| 8  | 依藤忠夫   | 1894年（明治27年）3月26日  | 1896年（明治29年）1月18日  |                  | 多紀郡長           |                      |
| 9  | 神代淳一郎 | 1896年（明治29年）1月18日  | 1898年（明治31年）1月25日  | 加西郡長         | 依願免本官         |                      |
| 10 | 中澤弘恭   | 1898年（明治31年）1月25日  | 1901年（明治34年）7月22日  | 兵庫県警部       | 福井県丹生郡長     |                      |
| 11 | 清水永三   | 1901年（明治34年）7月22日  | 1905年（明治38年）4月20日  | 福井県大飯郡長   | 依願免本官         |                      |
| 12 | 武間謙     | 1905年（明治38年）4月20日  | 1909年（明治42年）4月13日  | 有馬郡長         | 赤穂郡長           |                      |
| 13 | 草野虎次郎 | 1909年（明治42年）4月13日  | 1912年（大正元年）10月15日 | 兵庫県警視       | 休職               |                      |
| 14 | 神原清太郎 | 1912年（大正元年）10月15日 | 1915年（大正4年）1月18日   | 養父郡長         | 依願免本官         |                      |
| 15 | 鈴木澤吉   | 1915年（大正4年）1月18日   | 1923年（大正12年）1月31日  | 兵庫県警部       | 依願免本官         |                      |
| 16 | 寺田梅治郎 | 1923年（大正12年）2月23日  | 1924年（大正13年）12月18日 | 佐用郡長         | 津名郡長           |                      |
| 17 | 高須賀了   | 1924年（大正13年）12月18日 | 1926年（大正15年）7月1日   | 兵庫県属         | 和歌山県地方事務官 | 郡役所廃止により廃官 |